# Фостер: Дом для друзей из мира фантазий
Фостер: Дом для друзей из мира фантазий» (англ. Foster's Home for Imaginary Friends) — премированный «Эмми» американский мультсериал , созданный и продюсированный аниматором Boulder Media Limited и Cartoon Network Studios Крэйгом Маккрекеном, создателем «Суперкрошек». Премьера состоялась 13 августа 2004 на канале Cartoon Network в виде 90-минутного телефильма, который перешёл в серию получасовых эпизодов.
В настоящее время серии выходят в эфир на канале Cartoon Network и дочерних компаний по всему миру, за исключением Канады, где он был показан в англо-франкоязычных сетях канала Teletoon из-за предписаний канадских владельцев телеканалов.

## Сюжет
Сердобольная старушка мадам Фостер организует дом для воображаемых друзей. Эти друзья — сказочные существа, созданные фантазией детей из разных стран. Когда воображаемые друзья надоедают своим маленьким хозяевам, они отдают их в этот дом, чтобы потом их забрали другие дети. Навещать своих питомцев детям не разрешается, исключение сделали только для Мэка.

## Персонажи
- Мэк — восьмилетний школьник. Главный герой мультфильма. Любит играть в видеоигры. Мама Мэка решила, что мальчик уже слишком взрослый, чтобы играть с воображаемым другом, и Мэку пришлось отвести своего друга — существо синего цвета, похожее на привидение, по имени Блу — в дом Фостер. Фостер разрешила Мэку навещать Блу и обещала что Блу никогда никому не отдадут если Мэк будет навещать его каждый день. Когда съедает хотя бы одну сладость, то сходит с ума и ест ещё, а когда безумство на пике мощности, вся одежда слетает с него и он убегает.
- Теренс — старший брат Мэка и главный антагонист. Тринадцатилетний балбес подросток. Он «даже во сне балбес». Очень плохой противный тугодум. Не любит Мэка за то, что у него есть Блу, часто бьёт брата и издевается над ним. Известно, что у него, как и у Мэка, есть воображаемый друг — Ред, которого Теренс создал, чтобы вредить Мэку и Блу, но тот оказался очень добрым воображаемым другом, который любит цветы.
- Блу — второй главный герой. Полное имя — Блурегард КьюКазу. Чудаковатый воображаемый друг Мэка. Любопытный, тщеславный и эгоистичный, любит быть в центре внимания и нарушать правила, установленные в доме воображаемых друзей. Лучший способ заставить его что-то сделать — это сказать, что это строго-настрого запрещено. Интересно, что по-английски его имя звучит как Blue (синий ), а пишется, как Bloo. В интервью, Крейг МакКрэкен сказал: «Мэк и Блу уравновешивают друг друга. Блу делает то, что хотел бы делать Мэк, если бы он не был таким застенчивым. Блу нужен Мэк, потому что без него Блу, не умея себя контролировать, уничтожил бы мир. Они — две половинки единого целого, потому что Блу — создание воображения Мэка».
- Уилт — самый высокий воображаемый друг в доме, красного цвета, правая рука длинная с присосками на пальцах, левая была оторвана, когда на него упал воображаемый друг, против которого он играл на матче по баскетболу, на лице шрамы, один из его глаз искривлён тоже в том матче. Один из первых воображаемых друзей в доме Фостер, ему около 30 лет. Виртуозно играет в баскетбол. Уилт очень, очень добрый, отзывчивый и любит помогать людям и не может сказать «нет». Порядочный и вежливый, извиняется перед всеми по поводу и без повода. Уилта в детстве придумал Джордан Майкл (пародия на Майкла Джордана). У него довольно забавные кеды.
- Эдуардо — большой фиолетовый мохнатый друг с огромными зубами и рогами. Похож на быка. С виду страшный, а на самом деле он добрый и чувствительный, неисправимый трус и часто плачет, но когда друзья в беде он смельчак. Любит мягкие игрушки, картошку и всё розовое. Говорит с явным испанским акцентом. Его придумала мексиканская девочка Нина, чтобы он её защищал, так как она жила в очень опасном районе. Став взрослой она стала полицейским.
- Коко — странное существо, птица-самолёт-растение, не издающее никаких звуков, кроме «коко», хотя у неё довольно ясно получается слово «какао». Откладывает разноцветные пластиковые яйца, внутри яиц сюрпризы. Совершенно непредсказуема, любит с воплями носиться из стороны в сторону, биться об стену и глотать всё, что в клюв помещается (в одной из серий она отчаянно пыталась съесть купюру), но, когда нужно, может думать серьёзно. Была обнаружена на необитаемом острове во время исследовательской экспедиции двумя учёными. Никто не знает, кто её создатель.
- Герцогиня — полное имя — Герцогиня Даймонд дэ Персникетти Первая и Единственная. Воображаемый друг, считает себя самой красивой, умной и знатной. Убеждена, что она лучшая в мире детская фантазия, но даже Уилт признаёт, что самая худшая. Уродливая и злая, вечно чем-то недовольна, на всех кричит. Обитатели дома Фостер о ней заботятся, но Герцогиня их за это только оскорбляет. Она не любит этот дом, и в доме её никто не любит. Однажды Герцогиню удалось отдать в семью, где её полюбили, но потом она вновь вернулась в дом Фостер.
- Мадам Фостер — бабушка Френки. Основатель дома воображаемых друзей. Придумала первого воображаемого друга, кролика мистера Херримана. Очень весёлая и добрая, порой даже сумасшедшая. В доме занимает пост «верховного главнокомандующего». Происходит из старинной династии Тейт Пфальц Фостеров.
- Мистер Херриман — кролик больших размеров. Глава дома Фостер. Старый воображаемый друг мадам Фостер. Политик-идеалист и неисправимый консерватор. Создатель «Кодекса правил» для дома воображаемых друзей, исполняющий обязанности мэра дома. Некоторое время вместо него домом управляла Френки, но она отдала обратно эту должность Мистеру Херриману, после того, как узнала, что зарплата главы дома меньше, чем зарплата на её прежней должности и выдаётся морковью. Твёрдо убеждён, что правила нельзя нарушать ни в коем случае. У Мистера Херримана с Блу взаимная ненависть, так как Блу считает, что все неприятности, происходящие с ним происходят из-за правил, которые придумал Мистер Херриман. Мистер Хериман ненавидит его из-за нарушений правил.
- Френки — внучка мадам Фостер. Имеет ярко-рыжие волосы. Симпатичная и привлекательная, но грубоватая. В доме занимает пост старшей уборщицы. Полковник армии Фостер. Давно мечтает о повышении, но никак не выходит. Довольно ответственная и заботливая, но очень не любит, когда ей злоупотребляют. Полное имя — Френсис Тейт Пфальц Фостер. Ей около 22 лет. Во втором сезоне, в серии «Моя дорогая Френки» можно заметить, что в неё влюблён Мэк. (Главный художник сериала любовно срисовал эту героиню со своей невесты).
- Чиз — глупый воображаемый друг (находится на уровне развития четырёхлетнего ребёнка) бледно-жёлтого цвета. Считалось, что его придумал Мэк, но оказалось, что настоящий создатель Чиза — Луиз, соседка Мэка. Ведёт себя глупо и немного безумно, постоянно говорит что-то непонятное, внезапно начинает кричать и возмущаться, когда его просьбы не выполняются.
- Агу — забавная гиперактивная десятилетняя девочка, иногда посещающая дом Фостер. Названа так, потому что «Агу» — первый её звук, удивилась, что якобы Мэк говорил «Мэк» во младенчестве. Очень быстро говорит, поэтому половину её речи никто не понимает. Постоянно придумывает новых воображаемых друзей. Когда всем это надоело, ей запретили их придумывать. Но иногда всё же она нарушает этот запрет, чтобы помочь друзьям.